# Villers-Faucon

Villers-Faucon este o comună în departamentul Somme, Franța. În 1 ianuarie 2022 avea o populație de 541 de locuitori.